# De Sims Levensverhalen
De Sims Levensverhalen (Engels: The Sims Life Stories) is een simulatiespel, het eerste in de De Sims Verhalen-reeks. Het spel is gebaseerd op De Sims 2, geoptimaliseerd voor laptops en werd uitgebracht op 28 maart 2007.

## Gameplay
De speler kan in de verhaalmodus starten met het levensverhaal van Manon die verhuist om een nieuw leven te beginnen. Het tweede verhaal volgt het leven van Vincent, een miljonair die op zoek is naar ware liefde.
Nadat beide verhalen eventueel zijn voltooid, gaat het spel verder in de modus "Vrij spelen", die vergelijkbaar is met de gameplay van De Sims 2. De steden waarin Manon en Vincent wonen, zijn ook beschikbaar om te spelen nadat hun verhalen afgerond zijn.